# Serie Final de la Liga Nacional de Baloncesto 2012
La Serie Final de la Liga Nacional de Baloncesto 2012 fue la serie definitiva para la Liga Nacional de Baloncesto 2012. Los Cañeros del Este derrotaron a los Indios de San Francisco de Macorís en 6 partidos (4-2), logrando su segundo campeonato de la historia. El jugador de los Cañeros, el estadounidense Mario West fue elegido Jugador Más Valioso de la Serie Final.
Esta fue la segunda aparición en una serie final de la liga para los Cañeros, resultando campeones en la aparición anterior. Mientras que los Indios hicieron su primera aparición en la historia de la liga.
La serie se disputó del 23 de septiembre al 5 de octubre de 2012 y fue disputada con el formato de ida y vuelta en cada uno de los partidos (En San Francisco de Macorís se disputaron los partidos 1, 3 y 5, mientras que en La Romana se jugaron los partidos 2, 4 y 6).

## Trayectoria hasta la Serie Final
Estos son los resultados de ambos equipos desde el comienzo de la temporada:
| Circuito | Equipo                             | Serie regular          | Serie Semifinal                          |
| -------- | ---------------------------------- | ---------------------- | ---------------------------------------- |
| Norte    | Indios de San Francisco de Macorís | 14-6 (1º del circuito) | Derrotaron a los Titanes del Licey, 4-0  |
| Sureste  | Cañeros del Este                   | 11-9 (1º del circuito) | Derrotaron a los Metros de Santiago, 4-3 |

En la serie semifinal, por un lado se enfrentaron el primero del circuito norte contra el segundo del circuito sureste, mientras que por el otro lado se enfrentaron el primero del circuito surestes frente el segundo del circuito norte.

## Enfrentamientos en serie regular
| 5 de agosto de 2012 | Cañeros del Este                                              | 76–80                | Indios de San Francisco de Macorís                             |                                                                 |  |
|                     |                                                               |                      |                                                                |                                                                 |  |
|                     | Estadísticas Edward Santana 20 Marcus Cousin 14 Jeremy Wise 5 | Reporte Pts Reb Asts | Estadísticas 19 Tyron Thomas 11 Alexis Montas 4 tres jugadores | Pabellón: Polideportivo Eleoncio Mercedes, La Romana, La Romana |  |

| 17 de agosto de 2012 | Indios de San Francisco de Macorís | 88–80 | Cañeros del Este              |                                                                        |  |
|                      |                                    |       |                               |                                                                        |  |
|                      | Estadísticas Reggie Charles 21     | Pts   | Estadísticas 18 Marcus Cousin | Pabellón: Polideportivo Mario Ortega, San Francisco de Macorís, Duarte |  |

## Serie Final

### Partido 1
| 23 de septiembre de 2012 | Indios de San Francisco de Macorís                          | 83–89                | Cañeros del Este                                                     |                                                                        |  |  |
|                          | Parciales: 22 - 17, 21 - 27, 22 - 20, 18 - 25               |                      |                                                                      |                                                                        |  |  |
|                          | Estadísticas Robert Glenn 23 Eddie Elisma 12 Smush Parker 5 | Reporte Pts Reb Asts | Estadísticas 21 Mario West 15 Edward Santana 2 M. Baker y A. Carmona | Pabellón: Polideportivo Mario Ortega, San Francisco de Macorís, Duarte |  |  |
| Cañeros lideran 1-0      |                                                             |                      |                                                                      |                                                                        |  |  |
|                          |                                                             |                      |                                                                      |                                                                        |  |  |

Los Indios comenzaron la serie como favoritos a hacerse con el campeonato de la liga. Sin embargo, los Cañeros comenzaron con fuerza al derrotar a los Indios 89 por 83, pasando a liderar la serie 1-0. Los Indios dominaron el primer cuarto 22 por 17, pero los Cañeros se fueron al descanso ganando de un punto con el resultado de 44 por 43. El partido fue apretado durante todo el tercer y parte de último cuarto, pero los Cañeros se fueron arriba con un triple de José  Olivero con 5:24 minutos por jugar. Ese tiro fue la iniciativa de una ventaja que los del Este no volvieron a perder.
Mario West lideró a los Cañeros con 21 puntos, Bobby Pandy anotó 16, José  Olivero y Maurice  Carter lograron 13 cada uno, mientras que Edward Santana logró un doble-doble con 11 puntos y 15 rebotes. El jugador de los Indios, Robert Glenn fue el líder del juego con 23 puntos con 10 de 15 de tiros de campo, a los que agregó 8 rebotes, Ollie Bailey logró 20 puntos y 6 rebotes, mientras que Reggie Charles logró 11 puntos.

### Partido 2
| 26 de septiembre de 2012 | Cañeros del Este                                             | 89–83                | Indios de San Francisco de Macorís                             |                                                                 |  |  |
|                          | Parciales: 18 - 18, 23 - 20, 19 - 25, 29 - 20                |                      |                                                                |                                                                 |  |  |
|                          | Estadísticas Mario West 21 Edward Santana 16 Maurice Baker 8 | Reporte Pts Reb Asts | Estadísticas 24 Ollie Bailey 12 Alexis Montas 3 tres jugadores | Pabellón: Polideportivo Eleoncio Mercedes, La Romana, La Romana |  |  |
| Cañeros lideran 2-0      |                                                              |                      |                                                                |                                                                 |  |  |
|                          |                                                              |                      |                                                                |                                                                 |  |  |

Los Cañeros derrotaron a los Indios 89 por 83 para liderar la serie final 2-0. Los primeros tres parciales de partido fueron de resultados igualados hasta que en el último cuarto los Cañeros tomaron la ventaja haciéndose con la victoria.
Mario West lideró a los Cañeros con 21 puntos, además agregó 5 rebotes y 2 robos, el puertorriqueño Alejandro Carmona registró 19 puntos y 8 rebotes, Edward Santana hizo un brutal doble-doble con 15 puntos y 16 rebotes, Maurice Baker logró 14 puntos y 8 asistencias y José Olivero anotó 11 puntos. Mientras que por los Indios, Ollie Bailey fue el líder en anotación con 24 puntos, Richard Ortega logró 16 puntos y 3 asistencias, mientras que Alexis Montas registró un doble-doble con 13 puntos y 12 rebotes.

### Partido 3
| 28 de septiembre de 2012 | Indios de San Francisco de Macorís    | 101–87 | Cañeros del Este               |                                                                        |  |  |
|                          |                                       |        |                                |                                                                        |  |  |
|                          | Estadísticas R. Glenn y R. Charles 19 | Pts    | Estadísticas 17 Edward Santana | Pabellón: Polideportivo Mario Ortega, San Francisco de Macorís, Duarte |  |  |
| Cañeros lideran 2-1      |                                       |        |                                |                                                                        |  |  |
|                          |                                       |        |                                |                                                                        |  |  |

Los Indios derrotaron a los Cañeros 101 por 87, logrando la primero victoria en la serie final y colocando la serie 2-1 a favor de los del Este. Robert Glenn, Reggie Charles y Ollie Bailey se combinaron para lograr 56 puntos en la victoria de los Indios, Glenn y Charles registraron 19, mientras que Bailey anotó 18, además Richard Ortega contribuyó con 11 puntos. Por los derrotados, Edward Santana lideró al equipo con 17, mientras que Mario West registró 16, y Maurice Baker y José Olivero encestaron 10 puntos cada uno.

### Partido 4
| 30 de septiembre de 2012 | Cañeros del Este           | 84–82 | Indios de San Francisco de Macorís |                                                                 |  |  |
|                          |                            |       |                                    |                                                                 |  |  |
|                          | Estadísticas Mario West 17 | Pts   | Estadísticas 25 Robert Glenn       | Pabellón: Polideportivo Eleoncio Mercedes, La Romana, La Romana |  |  |
| Cañeros lideran 3-1      |                            |       |                                    |                                                                 |  |  |
|                          |                            |       |                                    |                                                                 |  |  |

Los Cañeros derrotaron a los Indios solo por dos puntos con un resultado de 84 por 82, liderando la serie final 3-1 y colocándose a uno para ganar el campeonato nacional. Mario West fue el protagonista de la victoria de los Cañeros tras encestar una canasta restando 5 décimas de segundo para finalizar el partido. West anotó 17 puntos en el partido, mientras que José Olivero logró 15, Alejandro Carmona, Bobby Pandy y Edward Santana registraron 14 cada uno. Por los Indios, Robert Glenn anotó 25 puntos y Ollie Bailey registró 17 tantos.

### Partido 5
| 3 de octubre de 2012 | Indios de San Francisco de Macorís            | 81–65 | Cañeros del Este                  |                                                                        |  |  |
|                      | Parciales: 22 - 16, 18 - 18, 22 - 15, 19 - 16 |       |                                   |                                                                        |  |  |
|                      | Estadísticas Robert Glenn 18                  | Pts   | Estadísticas 20 Alejandro Carmona | Pabellón: Polideportivo Mario Ortega, San Francisco de Macorís, Duarte |  |  |
| Cañeros lideran 3-2  |                                               |       |                                   |                                                                        |  |  |
|                      |                                               |       |                                   |                                                                        |  |  |

Los Indios derrotaron a los Cañeros 81 por 65, pegando la serie a 3-2 a favor de los derrotados. Los Indios comenzaron con fuerza tras finalizar el primer cuarto 22-16, el segundo parcial quedó empata a 18, gracias a las defensas de ambos conjunto. Sin embargo, los Indios colocaron una ventaja de 13 puntos después de concluir el tercer periodo, ganando el cuarto 22 por 15.
Robert Glenn lideró a los Indios con 18 puntos, mientras que Richard Ortega contribuyó con 13, Ollie Bailey logró 12 y Rafael  Martínez anotó 11 saliendo de la banca. El puertorriqueño Alejandro Carmona fue el mejor del partido con 20 puntos por los Cañeros, Edward Santana registró 17 y Mario West logró 11 puntos.

### Partido 6
| 5 de octubre de 2012       | Cañeros del Este                  | 100–97 | Indios de San Francisco de Macorís |                                                                 |  |  |
|                            |                                   |        |                                    |                                                                 |  |  |
|                            | Estadísticas Alejandro Carmona 28 | Pts    | Estadísticas 22 Robert Glenn       | Pabellón: Polideportivo Eleoncio Mercedes, La Romana, La Romana |  |  |
| Cañeros ganan la serie 4-2 |                                   |        |                                    |                                                                 |  |  |
|                            |                                   |        |                                    |                                                                 |  |  |

Los Cañeros derrotaron a los Indios en tiempo extra con un resultado de 100 por 97. Los equipos jugaron una primera mitad bien pareja hasta los cuatro minutos finales del segundo cuarto cuando los Indios lograron una racha de 12-0 para irse al descanso con una ventaja de diez puntos, 48-38. Los Cañeros se recuperaron en el tercer período y con una corrida 11-0 dominaban la pizarra 49-48 al transcurrir los primeros tres minutos del cuarto. En el último cuarto restando 27 segundos, Robert Glenn logró una falta y vale empatando el juego a 87. Richard Ortega tuvo la oportunidad de darle el triunfo a los Indios, ya que restando 4 segundos para terminar el cuarto, tras un rebote defensivo comenzó un contraataque que con Mario West detrás de él, hizo un intento errático. En el tiempo extra, el juego se decidió en el último minuto restando 46 segundos cuando Bobby Pandy anotó una canasta debajo del tablero luego de un rebote ofensivo dándole la ventaja a los Cañeros de 99 por 97. Maurice Baker anotó un tiro libre para darle la ventaja de tres puntos a los Cañeros restando 9 segundos para finalizar el partido. En la última jugada, Ramón Ruiz fallo un intento de tres puntos al intentarlo contra una fuerte defensa de Edward Santana que lo defendió a cancha completa.
Los Cañeros se proclamaron campeones y se convirtieron en el segundo equipo en la historia de la liga en ganar dos campeonatos, después de que los Metros de Santiago lo hicieran de forma consecutiva en 2006 y 2007. Mario West fue seleccionado Jugador Más Valioso de la Serie Final de la LNB por su gran actuación en la serie.
Por los Cañeros, el puertorriqueño Alejandro "Bimbo" Carmona logró 28 puntos, Maurice Baker anotó 21 puntos con 6 triples, mientras que Edward Santana registró 17 puntos, Mario West y Bobby Pandy contribuyeron con 15 y 10 puntos, respectivamente. Por los Indios, Robert Glenn quien fue una de los jugadores más importantes para el equipo, logró 22 puntos, Ollie Bailey registró 18, mientras que Richard Ortega y Ramón Ruiz encestaron 12 y 10 puntos, respectivamente.

## Rosters

### Cañeros del Este
| Cañeros del Este         | Cañeros del Este  | Cañeros del Este     | Cañeros del Este |
| #                        | Nombre            | Nacionalidad         | Posición         |
| ------------------------ | ----------------- | -------------------- | ---------------- |
| 19                       | José Apolinario   | República Dominicana | Pívot            |
| 10                       | Maurice Baker     | Estados Unidos       | Base             |
| 15                       | Alejandro Carmona | Puerto Rico          | Ala-pívot        |
| 21                       | Luis Martínez     | República Dominicana | Alero            |
| 7                        | José Olivero      | República Dominicana | Base             |
| 11                       | Bobby Pandy       | Estados Unidos       | Alero            |
| 12                       | Paúl Ramírez      | República Dominicana | Escolta          |
| 20                       | Melvin Richardson | República Dominicana | Ala-pívot        |
| 17                       | Edward Santana    | República Dominicana | Ala-pívot        |
| 5                        | Elías Solimán     | República Dominicana | Base             |
| 6                        | Luis Ulises       | República Dominicana | Escolta          |
| 23                       | Mario West        | Estados Unidos       | Escolta          |
| Dirigente: Phill Hubbard |                   |                      |                  |

### Indios de San Francisco de Macorís
| Indios de San Francisco de Macorís | Indios de San Francisco de Macorís | Indios de San Francisco de Macorís | Indios de San Francisco de Macorís |
| #                                  | Nombre                             | Nacionalidad                       | Posición                           |
| ---------------------------------- | ---------------------------------- | ---------------------------------- | ---------------------------------- |
| 8                                  | Ollie Bailey                       | Estados Unidos                     | Ala-pívot                          |
| 21                                 | Reggie Charles                     | Estados Unidos                     | Alero                              |
| 15                                 | Eddie Elisma                       | Estados Unidos                     | Pívot                              |
| 10                                 | Luis Ferreiras                     | República Dominicana               | Alero                              |
| 6                                  | José Fortuna                       | República Dominicana               | Base                               |
| 30                                 | Robert Glenn                       | Estados Unidos                     | Alero                              |
| 19                                 | Cristian Herrera                   | República Dominicana               | Pívot                              |
| 5                                  | Juan Rafael Martínez               | República Dominicana               | Alero                              |
| -                                  | Lennox McCoy                       | Antigua y Barbuda                  | Base                               |
| 23                                 | Alexis Montas                      | República Dominicana               | Ala-pívot                          |
| 4                                  | Richard Ortega                     | República Dominicana               | Base                               |
| 33                                 | Smush Parker                       | Estados Unidos                     | Escolta                            |
| 12                                 | Ramón Ruiz                         | República Dominicana               | Escolta                            |
| Dirigente: David Díaz              |                                    |                                    |                                    |